# シャドウ・オブ・ザ・ダムド
『シャドウ・オブ・ザ・ダムド』（Shadows of the Damned）は、グラスホッパー・マニファクチュアが開発し、2011年にエレクトロニック・アーツよりPlayStation 3とXbox 360向けに発売されたゲームソフト。ディレクターはマッシモ・グアリーニ、プロデューサーは三上真司、脚本は須田剛一が担当した。

## 概要
メキシコ人の悪魔ハンターであるガルシア・ホットスパーが、悪魔の王フレミングに捕われた最愛の女性ポーラを救うため魔界に赴き、悪魔と戦うというTPS形式のアクションアドベンチャーゲームである。陰鬱な魔界を舞台とし、激しい流血や部位欠損のゴア表現に遠慮も無い内容ではあるが、グラスホッパー・マニファクチュアが手掛けた『ノーモア★ヒーローズ』同様に個性的な濃いキャラクターによる皮肉やブラックジョークを織り交ぜた掛け合いと言ったコミカルさがダークさと同居する独特の雰囲気を持つ。
『killer7』以来となる須田剛一と三上真司のコラボレーションから生まれたもので、2人のデザイナーのスタイル、すなわち前者の「パンクロック」的なエッジと後者の「サイコ・アクション・スリラー」が融合したものである。元々は『killer7』開発後に須田が「クラヤミ」という企画を三上に持ち込んで気に入られたのだが当時のカプコンの経営会議では承認されず、一旦は白紙となった。数年後、グラスホッパー・マニファクチュアが海外にて「クラヤミ」を含めた複数の企画のプレゼンを行った際に三上が同行し、手を挙げた一社であるエレクトロニック・アーツと契約を結んだことで本作の企画が始まった。
発売後、批評家からは概ね好意的な評価を受けたが、売れ行きは悪かった。
2024年07月24日、NetEase Gamesは、本作品のリマスター版である『シャドウ・オブ・ザ・ダムド: ヘラ・リマスタード』（Shadows of the Damned: Hella Remastered）を2024年10月31日に発売すると発表した（後述）。

## ゲームシステム
プレイヤーはガルシアを操作し、襲い来る悪魔と戦いながら魔界を進んでいく。攻撃は相棒のジョンソンを変形させた武器で行う。ジョンソンは通常は松明としてプレイヤーの明かりとなるが、必要に応じてピストル、ショットガン、オートマチック・ライフルと言った形態を取る。武器はストーリー進行に応じて入手するアオダマ（青い宝石）によって能力を追加する事が可能。アカダマ（赤い宝石）を使ってダメージやリロード速度、弾薬容量の強化もできる。
体力は各所に落ちているエナジースープというアルコール飲料を飲んで回復する。エナジースープは各所の自動販売機や悪魔のクリストファーにシロダマ（白い宝石）を支払うことで購入も可能。

## 登場人物
声の出演は日本語/英語
ガルシア・ホットスパー
声 - 浅野忠信/スティーブン・ブルーム
本作の主人公。上半身にタトゥーを刻んだ史上最強の悪魔ハンター。冥界に拐われた恋人ポーラを救うべく、「血みどろロードムービー」と称した冒険に出る。くだらないジョークをよく口にするが、ポーラを救う事に関しては至って真面目で手段を選ばない。「悪くねえ」が口癖。
ポーラ・ウェリントン
声 - 栗山千明/ジェニファー・ビュッシャー
ガルシアの恋人で、ミステリアスな雰囲気を持つ美女。冥界の王フレミングに連れ去られ、何度も殺されるが死ねないという拷問に掛けられる。
ジョンソン
声 - 我修院達也/グレッグ・エリス
ガルシアの相棒で、更生した元悪魔。普段は頭部だけの骸骨だが、必要に応じて銃、バイク、松明と様々な形態に姿を変える。地獄の情報を記した「ジョンソンペディア」の執筆も手掛ける。更生したとは言え、やはり元冥界の住人なので人間とは感覚のズレた部分がある。
『Travis Strikes Again: No More Heroes』に登場する本作の偽続編「ダムド：ダークナイト」では、ガルシアの魂を受け継いだヒーロー「エイトハート」に変身するという設定になっている。
フレミング
声 - 吉田鋼太郎/ポール・メルシエ
「冥界の帝王」とも呼ばれる地獄の王。人を苦しめることに喜びを感じ、誘拐したポーラに拷問を繰り返す。

## リマスター版

### シャドウ・オブ・ザ・ダムド： ヘラ・リマスタード
『シャドウ・オブ・ザ・ダムド: ヘラ・リマスタード』（Shadows of the Damned: Hella Remastered）は2024年10月31日にPC（Steam） / PlayStation 4 / PlayStation 5 / Xbox One / Xbox Series X/S / Nintendo Switchで発売されたリマスター版。
開発は『killer7』『ノーモア★ヒーローズ』のリマスターを担当したEngine Softwareが引き続き手掛ける。原作で要望の多かった強くてニューゲームが追加される。PC、PS5、XSX版は4K解像度に、Switch版以外は60fpsに対応している。また、ガルシアの新コスチュームが追加され、中には『Travis Strikes Again: No More Heroes』に登場した本作の架空の続編「ダムド：ダークナイト」のエイトハートや、本作の初期コンセプトから派生した漫画『暗闇ダンス』の主人公である海道航の衣装もある。声優陣もオリジナルキャストが続投する。